# Armand-Prosper Faugère
Armand-Prosper Faugère, född den 10 februari 1810 i Bergerac, Dordogne, död den 17 mars 1887 i Paris, var en fransk litteraturhistoriker.
Faugère blev 1842 av Franska akademien prisbelönt för Éloge de Blaise Pascal. Han ägnade sig särskilt åt Pascalforskningar samt utgav madame Rolands memoarer (1864) och Saint-Simons outgivna arbeten (1880-83). 